# Xian de Nangqên
Le xian de Nangqên aussi Nangchen (tibétain : ནང་ཆེན་རྫོང, Wylie : nang chen rdzong ; chinois : 囊谦县 ; pinyin : Nángqiān xiàn) est un district administratif de la province du Qinghai en Chine. Il est placé sous la juridiction de la préfecture autonome tibétaine de Yushu.

## Histoire
Il a été le siège du Tusi de Nangqian (zh) (chinois : 囊谦土司 ; tibétain : ནང་ཆེན་རྒྱལ་པོ, Wylie : nang chen rgyal po).
En 2019, les autorités locales interdisent aux moines bouddhistes d’enseigner la langue tibétaine aux enfants.

## Démographie
La population du district était de 59 066 habitants en 1999.